# Atlético de Bilbao 1968-1969
Questa voce raccoglie le informazioni riguardanti l'Atlético de Bilbao nelle competizioni ufficiali della stagione 1968-1969.

## Stagione
Nella stagione 1968-1969 l'Athletic Club disputa il trentottesimo campionato di massima serie della sua storia e vince per la ventunesima volta la coppa nazionale.

## Rosa
Rosa aggiornata al 2 febbraio 2015.
| N. |                   | Ruolo | Calciatore                   |
| -- | ----------------- | ----- | ---------------------------- |
|    | Spagna (bandiera) | P     | José Ángel Iribar            |
|    | Spagna (bandiera) | P     | Juan Manuel Zamora           |
|    | Spagna (bandiera) | P     | Juan Antonio Deusto          |
|    | Spagna (bandiera) | D     | Raúl López Campos            |
|    | Spagna (bandiera) | D     | Iñaki Sáez                   |
|    | Spagna (bandiera) | D     | José Ramón Betzuen           |
|    | Spagna (bandiera) | D     | Luis María Etxeberria        |
|    | Spagna (bandiera) | D     | José Ramón Martínez Larrauri |
|    | Spagna (bandiera) | D     | José María Igartua           |
|    | Spagna (bandiera) | D     | Jesús Aranguren              |
|    | Spagna (bandiera) | C     | Luis María Zugazaga          |

| N. |                   | Ruolo | Calciatore           |
| -- | ----------------- | ----- | -------------------- |
|    | Spagna (bandiera) | C     | Koldo Aguirre        |
|    | Spagna (bandiera) | C     | José María Argoitia  |
|    | Spagna (bandiera) | C     | Nicolás Estéfano     |
|    | Spagna (bandiera) | C     | Juan María Zorriketa |
|    | Spagna (bandiera) | C     | Javier Clemente      |
|    | Spagna (bandiera) | C     | Ricardo Ibáñez       |
|    | Spagna (bandiera) | A     | Fidel Uriarte        |
|    | Spagna (bandiera) | A     | Javier Ormaza        |
|    | Spagna (bandiera) | A     | Pedro Lavín          |
|    | Spagna (bandiera) | A     | Antón Arieta         |
|    | Spagna (bandiera) | A     | Txetxu Rojo          |

## Risultati

### Primera División

#### Girone d'andata
| Arbitro: | Antonio Camacho Jiménez |

|  |           |                   |
|  | Marcatori | 43’, 65’ Argoitia |

| Arbitro: | Juan Martínez Banegas |

|              |           |          |
| Estéfano 75’ | Marcatori | 73’ Vavá |

| Arbitro: | Carlos Álvarez Martínez |

|                                           |           |  |
| Fleitas 36’, 85’ Aragón 40’ Villamiel 45’ | Marcatori |  |

| Arbitro: | Juan Martínez Banegas |

|  |           |             |
|  | Marcatori | 34’ Amancio |

| Arbitro: | Manuel Cerezuela Ruiz |

|                                |           |  |
| José María 37’ Cayetano Ré 45’ | Marcatori |  |

| Arbitro: | Ángel De Andrés Barragán |

|                        |           |                                  |
| Arieta 21’ Aguirre 61’ | Marcatori | 20’ Juanito 47’ Pérez 85’ Llorga |

| Arbitro: | Antonio Herrero Berdejo |

|          |           |         |
| Jaén 19’ | Marcatori | 4’ Rojo |

| Arbitro: | Gaspar Pintado Viu |

|              |           |                   |
| Gilberto 16’ | Marcatori | 72’ (aut.) Martín |

| Arbitro: | Fernando Pascual Tejerina |

|                      |           |            |
| Rojo 42’ Uriarte 50’ | Marcatori | 86’ Ortuño |

| Arbitro: | Leonardo Soto Montesinos |

|                                             |           |                    |
| Claramunt 10’, 53’, 89’ Vilar 43’ Waldo 57’ | Marcatori | 87’ (rig.) Uriarte |

| Arbitro: | Mariano Medina Iglesias |

|                                      |           |                    |
| Argoitia 3’, 31’ Estéfano 40’ (rig.) | Marcatori | 37’ (rig.) Arregui |

| Arbitro: | Francisco Cardós Sanchis |

|                                        |           |                                                 |
| Adelardo 1’, 84’ Gárate 30’ Collar 52’ | Marcatori | 3’ Igartua 8’ Estéfano 29’ Rojo 87’ (rig.) Jayo |

| Arbitro: | Pablo Sánchez Ibáñez |

|              |           |           |
| Argoitia 77’ | Marcatori | 1’ Pereda |

| Arbitro: | Antonio Camacho Jiménez |

|          |           |  |
| Neme 85’ | Marcatori |  |

| Arbitro: | Gaspar Pintado Viu |

|                                        |           |                    |
| Igartua 17’, 52’ Estéfano 29’ Sáez 56’ | Marcatori | 48’ Noya 80’ Ureña |

#### Girone di ritorno
| Arbitro: | Francisco Cardós Sanchis |

|                                       |           |  |
| Estéfano 30’ Uriarte 44’ Clemente 85’ | Marcatori |  |

| Arbitro: | Leonardo Soto Montesinos |

|            |           |             |
| Asensi 65’ | Marcatori | 89’ Uriarte |

| Arbitro: | Carlos Álvarez Martínez |

|                                          |           |                                         |
| Clemente 4’, 29’ Uriarte 79’ (rig.), 86’ | Marcatori | 22’ Otiñano 35’ Cabral 89’ Jorge Vaquer |

| Arbitro: | Agustín Ruiz Alciturri |

|                        |           |                      |
| Amancio 38’ Grande 85’ | Marcatori | 53’ (aut.) Betancort |

| Arbitro: | José Ruiz Casasola |

|              |           |  |
| Clemente 68’ | Marcatori |  |

| Arbitro: | Antonio Sánchez Ríos |

|          |           |  |
| Beci 75’ | Marcatori |  |

| Arbitro: | Adolfo Bueno Perales |

|                                   |           |  |
| Uriarte 23’ Argoitia 45’ Rojo 88’ | Marcatori |  |

| Arbitro: | Juan Martínez Banegas |

|                                  |           |         |
| Estéfano 26’ (rig.) Argoitia 65’ | Marcatori | 38’ Niz |

| Arbitro: | Mariano Medina Iglesias |

|            |           |              |
| Ortuño 77’ | Marcatori | 89’ Estéfano |

| Arbitro: | Antonio Sánchez Ríos |

|          |           |                  |
| Rojo 58’ | Marcatori | 22’ (60) Paquito |

| Arbitro: | Mariano Medina Iglesias |

|                  |           |  |
| Urtiaga 20’, 29’ | Marcatori |  |

| Arbitro: | Fernando Pascual Tejerina |

|  |           |                        |
|  | Marcatori | 58’ Irureta 69’ Ufarte |

| Arbitro: | Juan Martínez Banegas |

|  |           |            |
|  | Marcatori | 44’ Arieta |

| Arbitro: | Gaspar Pintado Viu |

|                      |           |                                  |
| Lavín 63’ Ibáñez 79’ | Marcatori | 10’ Fuertes 55’ (rig.) Odriozola |

| Arbitro: | Francisco Cardós Sanchis |

|          |           |  |
| Lara 84’ | Marcatori |  |

### Coppa del Generalissimo
| Saragozza 4 maggio 1969 Ottavi di finale - Andata | Real Saragozza | 1 – 1 referto | Atlético Bilbao | Estadio de La Romareda |

| Bilbao 10 maggio 1969 Ottavi di finale - Ritorno | Atlético Bilbao | 1 – 0 referto | Real Saragozza | Estadio de San Mamés |

| La Coruña 18 maggio 1969 Quarti di finale - Andata | Deportivo La Coruña | 0 – 0 referto | Atlético Bilbao | Estadio Riazor |

| Bilbao 25 maggio 1969 Quarti di finale - Ritorno | Atlético Bilbao | 3 – 1 referto | Deportivo La Coruña | Estadio de San Mamés |

| Granada 1º giugno 1969 Semifinale - Andata | Granada | 1 – 1 referto | Atlético Bilbao | Estadio Los Carmenes |

| Bilbao 7 giugno 1969 Semifinale - Ritorno | Atlético Bilbao | 2 – 0 referto | Granada | Estadio de San Mamés |

| Madrid 15 giugno 1969 Finale                 | Atlético Bilbao | 1 – 0 referto | Elche | Stadio Santiago Bernabéu |
| \| \| \| \| \| Arieta 82’ \| Marcatori \| \| |                 |               |       |                          |
|                                              |                 |               |       |                          |
| Arieta 82’                                   | Marcatori       |               |       |                          |

### Coppa delle Fiere
| Arbitro: | Eugen Boller |

|                         |           |          |
| Estéfano 15’ Ormaza 39’ | Marcatori | 66’ Hunt |

| Arbitro: | Kurt Tschenscher |

|                       |           |              |
| Lawler 78’ Hughes 87’ | Marcatori | 32’ Argoitia |

| Atene 19 novembre 1968, ore 22.00 CEST Secondo turno - Andata | Panathīnaïkos | 0 – 0 referto | Atlético Bilbao | Stadio Apostolos Nikolaidis\| Arbitro: \| Ratno Çanak \| |
| Arbitro:                                                      | Ratno Çanak   |               |                 |                                                          |

| Arbitro: | Michel Kitabdjian |

|          |           |  |
| Rojo 43’ | Marcatori |  |

| Arbitro: | Alessandro d'Agostini |

|             |           |  |
| Uriarte 27’ | Marcatori |  |

| Arbitro: | Joseph Heymann |

|         |           |            |
| Lotz 4’ | Marcatori | 5’ Igartua |

| Arbitro: | Bruno De Marchi |

|                                              |           |              |
| Ferguson 7’ Penman 27’ Persson 86’ Stein 87’ | Marcatori | 29’ Clemente |

| Arbitro: | Wim Schalks |

|                         |           |  |
| Estéfano 10’ Ibáñez 54’ | Marcatori |  |

## Statistiche

### Statistiche di squadra
| Competizione            | Punti | In casa | In casa | In casa | In casa | In casa | In casa | In trasferta | In trasferta | In trasferta | In trasferta | In trasferta | In trasferta | Totale | Totale | Totale | Totale | Totale | Totale | DR |
| Competizione            | Punti | G       | V       | N       | P       | Gf      | Gs      | G            | V            | N            | P            | Gf           | Gs           | G      | V      | N      | P      | Gf     | Gs     | DR |
| ----------------------- | ----- | ------- | ------- | ------- | ------- | ------- | ------- | ------------ | ------------ | ------------ | ------------ | ------------ | ------------ | ------ | ------ | ------ | ------ | ------ | ------ | -- |
| Primera División        | 28    | 15      | 8       | 3       | 4       | 29      | 20      | 15           | 2            | 5            | 8            | 13           | 26           | 30     | 10     | 8      | 12     | 42     | 46     | -4 |
| Coppa del Generalissimo |       | 4       | 4       | 0       | 0       | 7       | 1       | 3            | 0            | 3            | 0            | 2            | 2            | 7      | 4      | 3      | 0      | 9      | 3      | +7 |
| Coppa delle Fiere       |       | 4       | 4       | 0       | 0       | 6       | 1       | 4            | 0            | 2            | 2            | 3            | 7            | 8      | 4      | 2      | 2      | 8      | 4      | +4 |
| Totale                  |       | 23      | 16      | 3       | 4       | 42      | 22      | 22           | 2            | 10           | 10           | 18           | 35           | 45     | 18     | 13     | 14     | 59     | 53     | +7 |

### Andamento in campionato
| Giornata  | 1 | 2 | 3 | 4  | 5  | 6  | 7  | 8  | 9  | 10 | 11 | 12 | 13 | 14 | 15 | 16 | 17 | 18 | 19 | 20 | 21 | 22 | 23 | 24 | 25 | 26 | 27 | 28 | 29 | 30 |
| --------- | - | - | - | -- | -- | -- | -- | -- | -- | -- | -- | -- | -- | -- | -- | -- | -- | -- | -- | -- | -- | -- | -- | -- | -- | -- | -- | -- | -- | -- |
| Luogo     | T | C | T | C  | T  | C  | T  | T  | C  | T  | C  | T  | C  | T  | C  | C  | T  | C  | T  | C  | T  | C  | C  | T  | C  | T  | C  | T  | C  | T  |
| Risultato | V | N | P | P  | P  | P  | N  | N  | V  | V  | P  | N  | N  | P  | V  | V  | N  | V  | P  | V  | P  | V  | V  | N  | P  | P  | P  | V  | N  | P  |
| Posizione | 4 | 6 | 9 | 12 | 15 | 16 | 15 | 13 | 11 | 12 | 12 | 12 | 12 | 12 | 12 | 9  | 9  | 8  | 8  | 6  | 11 | 6  | 4  | 5  | 8  | 9  | 9  | 9  | 8  | 11 |

Fonte:  Classifiche Primera División 1968-1969, su calcio.com.
Legenda:

Luogo: C = Casa; T = Trasferta. Risultato: V = Vittoria; N = Pareggio; P = Sconfitta.

### Statistiche dei giocatori
| Giocatore         | Primera División | Primera División | Primera División | Primera División | Coppa del Generalissimo | Coppa del Generalissimo | Coppa del Generalissimo | Coppa del Generalissimo | Coppa delle Fiere | Coppa delle Fiere | Coppa delle Fiere | Coppa delle Fiere | Totale   | Totale | Totale      | Totale     |
| Giocatore         | Presenze         | Reti             | Ammonizioni      | Espulsioni       | Presenze                | Reti                    | Ammonizioni             | Espulsioni              | Presenze          | Reti              | Ammonizioni       | Espulsioni        | Presenze | Reti   | Ammonizioni | Espulsioni |
| ----------------- | ---------------- | ---------------- | ---------------- | ---------------- | ----------------------- | ----------------------- | ----------------------- | ----------------------- | ----------------- | ----------------- | ----------------- | ----------------- | -------- | ------ | ----------- | ---------- |
| J. A. Iribar      | 25               | -?               | 0                | 0                | ?                       | ?                       | ?                       | ?                       | 6                 | -?                | 0                 | 0                 | 31+      | 0+     | 0+          | 0+         |
| J. M. Zamora      | -                | -                | -                | -                | ?                       | ?                       | ?                       | ?                       | -                 | -                 | -                 | -                 | 0+       | 0+     | 0+          | 0+         |
| J. A. Deusto      | 5                | -?               | 0                | 0                | ?                       | ?                       | ?                       | ?                       | 2                 | -?                | -                 | -                 | 7+       | 0+     | 0+          | 0+         |
| R. López Campos   | 4                | 0                | 0                | 1                | ?                       | ?                       | ?                       | ?                       | -                 | -                 | -                 | -                 | 4+       | 0+     | 0+          | 1+         |
| I. Sáez           | 24               | 1                | 0                | 0                | ?                       | ?                       | ?                       | ?                       | 6                 | 0                 | 0                 | 0                 | 30+      | 1+     | 0+          | 0+         |
| J. R. Betzuen     | 7                | 0                | 0                | 0                | ?                       | ?                       | ?                       | ?                       | 4                 | 0                 | 0                 | 1                 | 11+      | 0+     | 0+          | 1+         |
| L. Echeberría     | 26               | 0                | 0                | 0                | ?                       | ?                       | ?                       | ?                       | 8                 | 0                 | 0                 | 0                 | 34+      | 0+     | 0+          | 0+         |
| J. R. M. Larrauri | 16               | 0                | 0                | 0                | ?                       | ?                       | ?                       | ?                       | 5                 | 0                 | 0                 | 0                 | 21+      | 0+     | 0+          | 0+         |
| J. Aranguren      | 23               | 0                | 0                | 0                | ?                       | ?                       | ?                       | ?                       | 6                 | 0                 | 0                 | 0                 | 29+      | 0+     | 0+          | 0+         |
| L. M. Zugazaga    | 15               | 0                | 0                | 0                | ?                       | ?                       | ?                       | ?                       | 7                 | 0                 | 0                 | 0                 | 22+      | 0+     | 0+          | 0+         |
| K. Aguirre        | 9                | 1                | 0                | 0                | ?                       | ?                       | ?                       | ?                       | 2                 | 0                 | 0                 | 0                 | 11+      | 1+     | 0+          | 0+         |
| J. M. Argoitia    | 26               | 6                | 0                | 0                | ?                       | ?                       | ?                       | ?                       | 7                 | 1                 | 0                 | 0                 | 33+      | 7+     | 0+          | 0+         |
| N. Estéfano       | 19               | 7                | 0                | 0                | ?                       | ?                       | ?                       | ?                       | 3                 | 2                 | 0                 | 0                 | 22+      | 9+     | 0+          | 0+         |
| J. M. Zorriketa   | 12               | 0                | 0                | 1                | ?                       | ?                       | ?                       | ?                       | 4                 | 0                 | 0                 | 0                 | 16+      | 0+     | 0+          | 1+         |
| J. Clemente       | 17               | 4                | 0                | 0                | ?                       | ?                       | ?                       | ?                       | 4                 | 1                 | 0                 | 0                 | 21+      | 5+     | 0+          | 0+         |
| R. Ibáñez         | 4                | 1                | 0                | 0                | ?                       | ?                       | ?                       | ?                       | 1                 | 1                 | 0                 | 0                 | 5+       | 2+     | 0+          | 0+         |
| F. Uriarte        | 23               | 7                | 0                | 0                | ?                       | ?                       | ?                       | ?                       | 7                 | 1                 | 0                 | 0                 | 30+      | 8+     | 0+          | 0+         |
| J. Ormaza         | 5                | 0                | 0                | 0                | ?                       | ?                       | ?                       | ?                       | 3                 | 1                 | 0                 | 0                 | 8+       | 1+     | 0+          | 0+         |
| P. Lavín          | 5                | 1                | 0                | 0                | ?                       | ?                       | ?                       | ?                       | 2                 | 0                 | 0                 | 0                 | 7+       | 1+     | 0+          | 0+         |
| A. Arieta         | 19               | 2                | 0                | 0                | ?                       | ?                       | ?                       | ?                       | 7                 | 0                 | 0                 | 0                 | 26+      | 2+     | 0+          | 0+         |
| T. Rojo           | 26               | 5                | 0                | 0                | ?                       | ?                       | ?                       | ?                       | 7                 | 1                 | 0                 | 1                 | 33+      | 6+     | 0+          | 1+         |